# Aralazhdarcho
Aralazhdarcho (лат.) — род птерозавров из семейства аждархид, живших во времена позднемеловой эпохи. Ископаемые остатки обнаружены в геологической свите Бозтобе (сантонский — начало кампанского ярусов, Казахстан).
Название роду дал в 2007 году Александр Аверьянов. Голотип был описан ещё в 2004 году. Типовым и единственным видом является Aralazhdarcho bostobensis. Название рода происходит от названия Аральского моря и птерозавра Azhdarcho. Видовое наименование дано по названию геологической свиты Бозтобе.
Род основывается на голотипе ZIN PH, no. 9/43, состоящем из переднего конца шейного позвонка, вероятно, пятого или шестого. Также упоминаются несколько паратипов: скуловая кость, беззубый фрагмент нижней челюсти, центральные части позвонков, фрагмент лопатки, ближний конец второй фаланги левого пальца крыла, ближний конец левого бедра, головка которого, однако, разбита.
Аверьянов отнёс найденный экземпляр к аждархидам, опираясь на геологический возраст находки и на отсутствие зубов. Учёный предположил, что птерозавр представляет собой более южную форму, в противовес жившему в то же время в более северных районах роду Bogolubovia.